# Milij Balakirev
Milij Aleksejevitj Balakirev (russisk: Милий Алексеевич Балакирев,tr. Milij Aleksejevitj Balakirev; født 2. januar 1837 i Nisjnij Novgorod, Det Russiske Kejserrige, død 29. maj 1910 i Sankt Petersborg) var en russisk pianist, dirigent og komponist. Han var en af "De Fem" og er i dag mest kendt for sit arbejde med at fremme den russiske nationalisme i musikken.
Balakirev optrådte første gang som pianist i Sankt Petersborg 1855, og i 1862 grundlagde han under storfyrsttronfølgerens protektorat en gratis musikskole; han ledede denne såvel som det »Russiske Musikselskab«s koncerter, indtil han 1872 trak sig helt tilbage til privatlivet.
Balakirev hører til den "nyrussiske skole", der har modtaget impulser fra Liszt og til dels fra Wagner og i øvrigt har tilknytning til folkemusikken. Han er en af de betydeligste repræsentanter for denne skole, en fin og kyndig musiker, der navnlig har sin styrke i den tematiske udarbejdelse.
Hans værker er ikke talrige: Nogle ouverturer over national-russiske og tjekiske motiver, en symfoni, en fortrinlig musik til "Kong Lear" – Balakirevs betydeligste arbejde – klavermusik, derunder den orientalske fantasi "Islamey", som César Cui (1835-1918) kalder et hovedværk i den moderne klaverlitteratur, og endelig nogle sange. Af fremragende betydning også for russiske kunstmusik var den af Balakirev 1866 udgivne samling af folkeviser.

## Virke
Balakirev var en skolet pianist, som i ungdommen skrev briljante salonstykker efter forbillede fra Frédéric Chopin. Inspireret af Mikhail Glinka begyndte han at koncentrere sig om at skabe en original russisk national stil. Hans musikalske stil karakteriseres frem for alt ved brugen af russiske sange og danse, hvilket resulterede i en til da ukendt brug af kirketonearter og usædvanlige harmonier. Han havde også en forkærlighed for det orientale, særlig for melodier fra Kaukasus. Formmæssigt (men ikke stilistisk) var Balakirev påvirket af Franz Liszt, hvilket kommer til udtryk i valg af musikformer, i temabearbejdningen og i klaversatsen. Med udgangspunkt i Glinka udviklede Balakirev en særegen russisk musik, som han betragtede som en modsats til vestlig musik, og da i særdeleshed italiensk. Hans ideer bragte ham videre til de andre i komponistgruppen "De Fem", og sammen satte de et varigt præg på russisk musik.
Balakirev havde ikke fået kompositionsundervisning, men tilegnede sig det grundlæggende ved at læse partiturer. Som lærer frarådede han musikteori og tekniske øvelser, fordi han mente, at det hindrede inspirationen og ledte til en "vestliggørelse" af musikken. For hans elever kunne manglende tekniske færdigheder skabe store problemer senere.

## Betydning
Balakirev fik stor betydning som grundlægger af en hel epoke, men hans originale og bemærkelseværdige kompositioner opføres sjældent længere. Grunden er sandsynligvis historisk: Fra 1860-erne af satsede han mest på at hjælpe sine meningsfæller frem, han komponerede lidet og lod ofte være at fuldføre påbegyndte værker. Omkring 1870 fik han en krise, som blandt andet gav sig udslag i religiøs fanatisme. Han trak sig helt tilbage fra musiklivet og tog ansættelse som jernbanefunktionær. Først i 1880-erne begyndte han at komponere igen og fuldførte da flere af de værker, som han havde ladet ligge ufærdige. Poblemet var, at han fortsatte i samme musikstil som før, og i 1880-erne var denne stil allerede passé. Hvis Balakirev havde opført disse værker i 1860-erne, ville de gået ind i musikhistorien som pionérstykker.